# North Carolina Aviation Museum
O North Carolina Aviation Museum (NCAM) e o Hall da Fama da Aviação da Carolina do Norte exibem uma coleção em dois hangares de aeronaves estáticas, uniformes e recordações, e uma extensa coleção de modelos de aeronaves. 
Quase todas as aeronaves em exibição são de propriedade privada e foram emprestadas. Todas as aeronaves em exibição são mantidas em condições adequadas para o voo e a coleção muda periodicamente. A restauração de aeronaves e as operações do museu são realizadas por uma pequena equipe de funcionários pagos juntamente com voluntários. Não deve ser confundido com o "Carolinas Aviation Museum", localizado em Charlotte.

## Histórico
Fundado em 1994 pelo empresário Asheboro Jim Peddycord como a "Foundation for Aircraft Conservation", o que viria a se tornar o museu começou com alguns de seus "pássaros de guerra" e um hangar vazio no Aeroporto Regional de Asheboro.
Em 1996, Peddycord liderou uma mostra aérea realizada em junho para gerar apoio para o museu. Por volta dessa época, Bob Moon se ofereceu para servir como o primeiro gerente da instalação. Durante os três anos de Moon lá, ele montou dezenas de aeronaves de todos os tipos, que mais tarde doou para as instalações. Muitos desses modelos ainda estão pendurados no teto da loja de presentes do NCAM, que recebeu o nome dele após a morte de Moon em outubro de 2007.
Em 1997, um segundo show aéreo foi agendado para 5 de junho. Peddycord e seu filho Rick foram mortos um dia antes do evento quando suas duas aeronaves colidiram no ar durante o treino. A instalação foi renomeada como Peddycord Foundation for Aircraft Conservation (PFAC) em homenagem a Peddycord; outro empresário local, Craig Branson, continuou o esforço para atrair apoio para a PFAC.

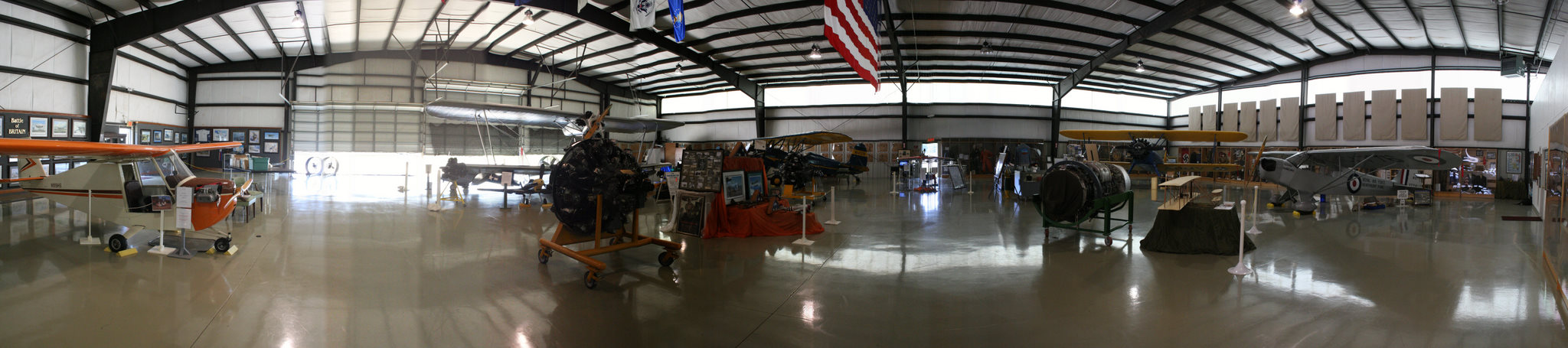
Visão panorâmica do hangar 1 do NCAM.

Em 1998, Branson comprou um B-25 para restauração e gerou apoio local suficiente para construir um segundo hangar para abrigar a aeronave. A aeronave foi totalmente restaurada em 2004 e fez voos limitados em 2004-5.
Em 2001-2002, a instalação foi renomeada para North Carolina Aviation Museum, refletindo uma missão ampliada que incluía artefatos, uniformes, armas, obras de arte e modelos. Durante este período, o NCAM também foi designado como o site oficial para o "North Carolina Aviation Hall of Fame". Os dois nomes foram combinados e agora a instalação é conhecida como "North Carolina Aviation Museum and Hall of Fame".
Branson morreu em 2006. Em 2008, o museu apresentava um F4U Corsair, cortesia do piloto do "Classic Fighters of America" Doug Matthews, um dos cerca de 40 exemplares existentes no mundo.

## Fly-in

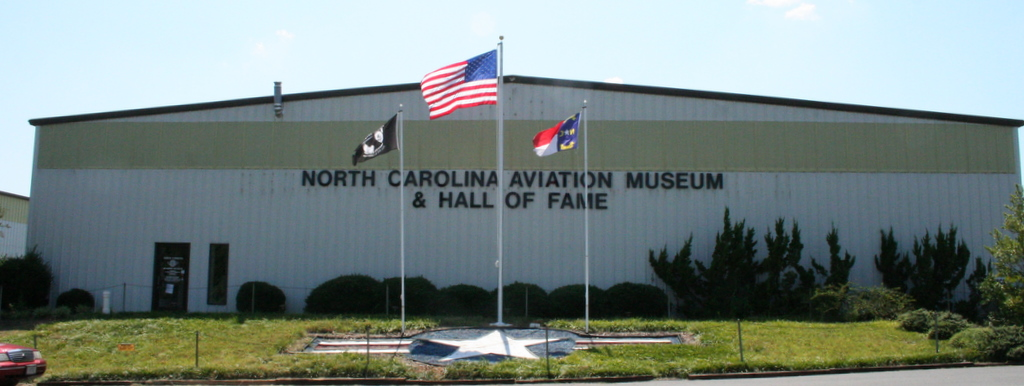
Exterior do NCAM.

Desde 1996, o museu patrocina um evento do tipo "fly-in" no segundo sábado de junho. O evento inclui visitas a exibições de aeronaves, voos gratuitos de pequenos aviões para crianças, passeios de helicóptero, uma exibição de carros de corrida, demonstrações de radioamadorismo, pinturas faciais pelos fuzileiros navais, maquetes de controle remoto e visores de maquetes. Em 2009, o "Terceiro Fly-In Anual" do NCAM atraiu cerca de 80 aeronaves e 1.500 clientes. No quarto fly-in em 2010, esses números saltaram para 150 aeronaves e mais de 2.500 pessoas. No dia do Fly in 2012, havia entre 120 e 150 aviões, incluindo o Herói da Guerra da Coréia e um Beech 18 e mais de 1.000 clientes.